# Fabrice Landreau
Pour les articles homonymes, voir Landreau.

a Compétitions nationales et continentales officielles uniquement.

b Matchs officiels uniquement.
Dernière mise à jour le 31 mai 2020.
Fabrice Landreau, né le 1er août 1968 à Angoulême, est un joueur international français de rugby à XV. Il a joué en équipe de France et évoluait au poste de talonneur (1,77 m pour 105 kg). Par la suite, il se reconvertit en tant qu'entraîneur, directeur sportif et consultant.

## Biographie

### Carrière de joueur
Jeune joueur à l'avenir prometteur du club charentais du SC Angoulême, avec lequel il a été international scolaire et militaire, il débarque en 1992 au FC Grenoble où Jacques Fouroux est en train de bâtir le pack surpuissant dit des Mammouths de Grenoble. Il s'impose rapidement comme titulaire et l'un des leaders de ce pack redouté auquel sont incorporés au même moment des éléments tels que Hervé Chaffardon, Olivier Merle, Olivier Brouzet, Thierry Devergie et Gregory Kacala. Malheureusement pour lui, il est victime d'une rupture du talon d'Achille avant les phases finales et ne participe pas à l'épopée du FCG jusqu'à la finale polémique du championnat de France 1992-1993, défait 14 à 11 par le Castres olympique sur une erreur d'arbitrage. Il reviendra la saison suivante sera appelé en tant que remplaçant lors de la victoire de l'équipe de France en Écosse
 puis jouera une demi-finale perdue contre l'AS Montferrand (15-22).
Le 6 novembre 1996, il est invité avec les Barbarians français pour jouer contre Cambridge en Angleterre. Les Baa-Baas s'imposent 76 à 41.
Il quitte le club alpin en 1997 et rejoint le club gallois de Neath. Il n'y restera qu'une seule saison et partira en 1998 effectuer une pige de quelques mois en Angleterre au Bristol rugby. Il finira toutefois cet exercice 1998-1999 dans les rangs du Racing club de France.
Après cette première partie de carrière en demi-teinte, ternie par de nombreuses blessures, Fabrice Landreau pose ses valises au Stade français pour remplacer Vincent Moscato, qui prend sa retraite, et suppléer Laurent Pedrosa. Sa saison 1999-2000 sera fabuleuse, et certainement sa plus aboutie. Dans un effectif en mal de leaders, Fabrice Landreau deviendra le fer de lance de l'équipe parisienne, au point de la reprendre en main avec Christophe Juillet et Christophe Dominici lorsque les joueurs font pression pour le limogeage leur entraîneur catalan Georges Coste qui quittera le club en mai. Il se sacrifiera même pour le collectif lorsque, le jour de la finale, il laisse sa place de titulaire à Pedrosa pour coacher depuis le banc. Champion de France, Bernard Laporte le convoque en équipe de France. Profitant de la mise à l'écart de Marc Dal Maso et Raphaël Ibañez, Fabrice Landreau étrenne à 31 ans ses premiers galons de titulaire le 4 novembre 2000. Puissant et agile, il atteint son apogée international lors de la victoire des Bleus face aux All Blacks au Stade Vélodrome de Marseille (42-33).
Promis à une place de titulaire dans le Tournoi des Six Nations 2001, son destin va une nouvelle fois basculer à une semaine du match d'ouverture face à l'Écosse, lorsqu'il se blesse en quarts de finale de H-Cup face à Pau. C'est Ibañez qui sera titularisé au talonnage. De retour sur le banc des remplaçants dès le troisième match au pays de Galles, il semble satisfaire le sélectionneur qui confie en marge de la rencontre vouloir l'amener jusqu'au Mondial 2003 qui se déroulera deux ans plus tard en Australie. Mais la défaite face aux Gallois, alors qu'il n'est même pas rentré en jeu, est synonyme de changement de politique du sélectionneur. Ne pouvant rappeler Olivier Azam, suspendu, il est contraint d'emmener Landreau face à l'Angleterre. Pour une poignée de minutes en fin de match, il vivra ses derniers instants chez les Bleus.
Le 19 mai 2001, il est titulaire en finale de la Coupe d'Europe, associé en première ligne à Sylvain Marconnet et Pieter de Villiers, au Parc des Princes à Paris face au Leicester Tigers mais les Anglais s'imposent 34 à 30 face aux Parisiens.

### Carrière d'entraîneur

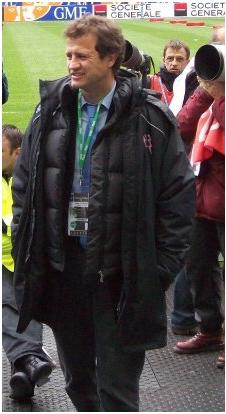
Fabien Galthié, dont Fabrice Landreau est l'adjoint de 2004 à 2008 au Stade français, puis de nouveau au RC Toulon en 2017-2018.

Par la suite, sa carrière de joueur de haut niveau va rapidement se terminer. Il continuera la pratique du rugby du côté du Stade poitevin (Fédérale 1) puis du RAC angérien aux côtés de son frère David. Préparateur physique en même temps que joueur, il devient en 2004 l'entraîneur des avants du Stade français auprès du manager Fabien Galthié. Il exerce cette fonction pendant 5 années avant d’être remercié par le club parisien à la demande de certains joueurs de l'effectif. Max Guazzini lui propose de rester au club pour y exercer des fonctions au sein de la cellule de recrutement mais, sollicité par plusieurs clubs, il sent que sa carrière va se poursuivre ailleurs.
À l'initiative du président Marc Chérèque, il rejoint le club qui l'a révélé en tant que joueur, le FC Grenoble, pour y exercer le rôle de directeur sportif à partir de la saison 2009-2010. Dès sa première année, le club réalise sa meilleure saison depuis son retour en Pro D2 en 2006 en terminant 6e du classement, aux portes des demi-finales. Par la suite, au terme d'une grande saison 2011-2012, il permet au FC Grenoble de retrouver sa place dans l'élite au bout d'une saison qui verra le club alpin terminer champion de France de Pro D2.
En avril 2015, à la suite de l'appel à candidature de la FFR pour le poste de sélectionneur du XV de France, il envoie son dossier pour obtenir ce poste. Le 31 mai 2015, la Fédération française de rugby annonce officiellement que Guy Novès sera le prochain sélectionneur.
En décembre 2015, il fait partie de la cellule technique du XV de France, formée conjointement par les présidents de la FFR et de la LNR à la suite de l'échec de l'équipe de France à la Coupe du monde 2015, afin de présenter des propositions visant à améliorer sa compétitivité. En avril 2016, la cellule rend aux présidents Pierre Camou et Paul Goze un rapport où figurent quinze propositions,.
À l'intersaison 2016, il décide de prendre du recul au sein du FC Grenoble en laissant la direction de l'équipe première à Bernard Jackman pour endosser un rôle de conseiller auprès du président Marc Chérèque et travailler sur l’évolution des meilleurs jeunes. Cependant, il décide finalement de quitter le club dès le 31 août 2016.
Le 20 mars 2017, le RC Toulon annonce qu'il rejoindra le club à partir de la saison 2017-2018 pour devenir, de nouveau, l'adjoint de Fabien Galthié, nouveau directeur sportif du club varois. À la suite d'une saison difficile conclue par une élimination en quart-de-finale de Champions Cup et en barrage de Top 14, le staff du RC Toulon n'est pas conservé.
En novembre 2018, il intègre l'encadrement de l'équipe de Belgique de rugby à XV en tant qu'entraîneur des avants et de la défense auprès du sélectionneur français Guillaume Ajac.
Le 17 janvier 2019, il est nommé directeur sportif délégué du Stade français Paris. Il assiste le directeur sportif sud-africain Heyneke Meyer dans les domaines du recrutement et de la formation. Il reste au club lorsque ce dernier démissionne en novembre 2019 mais quitte le club à l'issue de la saison 2019-2020.
En 2020, il rejoint l'Union Cognac Saint-Jean-d'Angély en tant que manager général. Il est écarté de ses fonctions par le club en octobre 2022 après une série de 6 défaites en autant de journées de championnat.
En 2023, il rejoint le Soyaux Angoulême XV Charente en tant que directeur du rugby.

### Consultant sportif et autres activités
En parallèle de ses activités près du terrain, Fabrice Landreau a été consultant rugby à InfoSport et l'homme de terrain pour les matchs du XV de France sur TF1 pendant la coupe du monde 2007. Pour L'Équipe magazine, il a par ailleurs été meilleur consultant français de la compétition du monde devant Éric Champ et Vincent Moscato[réf. nécessaire]. Il a également tenu le rôle de consultant pour l'émission Rugby 2007 sur Eurosport et RMC avec la Dream Team RMC. De 2007 à 2011, il est consultant Europe 1 dans le cadre du Club Sport en compagnie de Fabien Galthié et en remplacement de Pierre Albaladejo.

## Parcours et palmarès

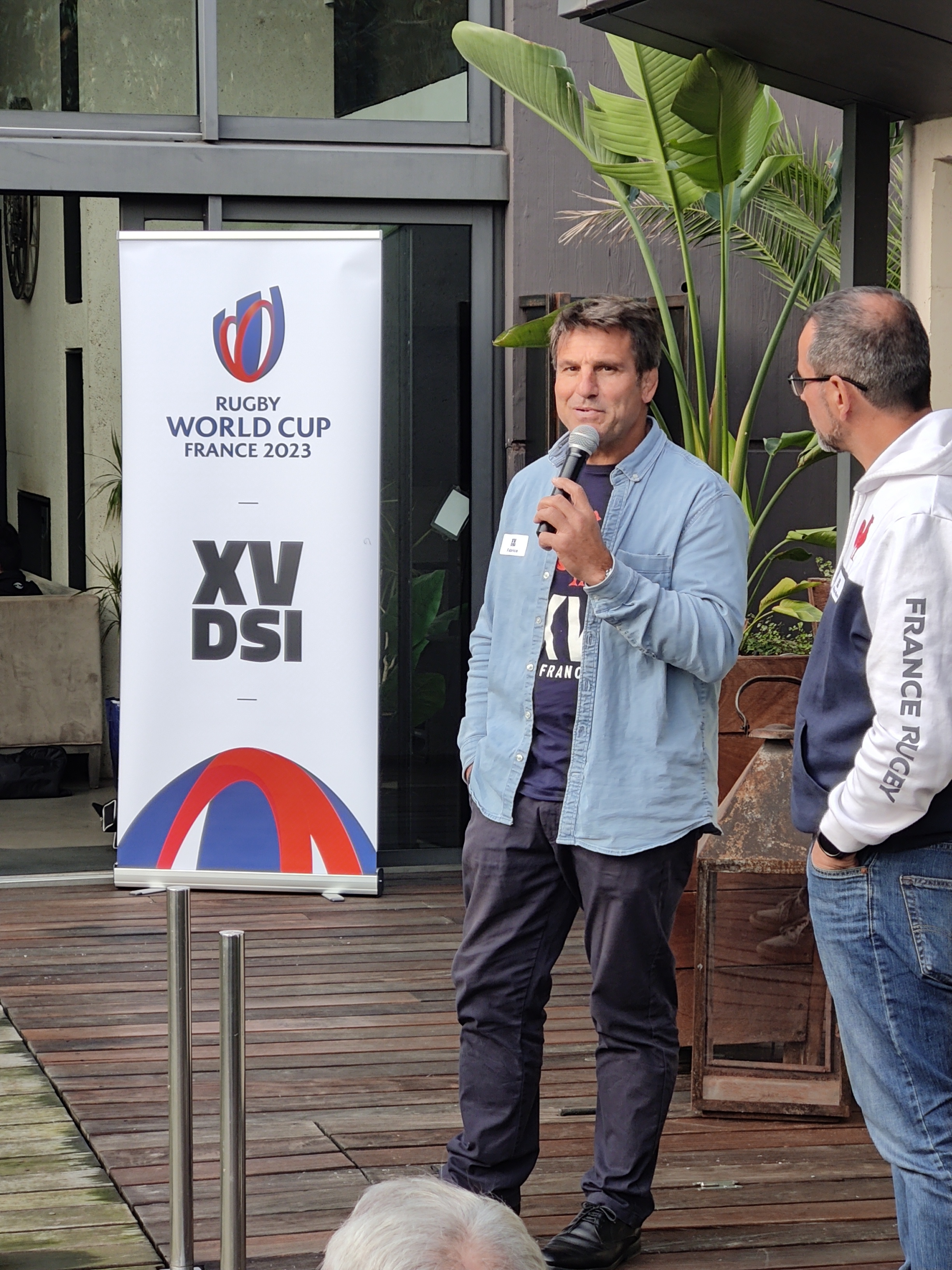
Fabrice Landreau lors d'un événement XV DSI chez Linagora pour la coupe du monde de rugby à XV 2023.

### En tant que joueur

#### En club
- FC Grenoble (1992-1997):
  - 1993: Vice-champion de France
  - 1994: Demi-finaliste du championnat de France
  - 1995: Top 16 du championnat de France
  - 1996: Huitième de finaliste du championnat de France
  - 1997: Huitième de finaliste du championnat de France
- Neath RFC (1997-1998)
  - 1998: Participation au Welsh Premiership (1re division galloise) et au challenge européen
- Bristol Rugby (1998)
  - 1998: Participation à l'Allied Dunbar League (1re division anglaise)
- Racing club de France (1998-1999)
  - 1999: Participation au championnat de France et au challenge européen
- Stade français Paris (1999-2004):
  - 2000: Champion de France et quart de finaliste de la H-Cup
  - 2001: Quart de finaliste du championnat de France et finaliste de la H-Cup
  - 2002: Quart de finaliste de la H-Cup

#### En sélection nationale
Il dispute son premier test match le 4 novembre 2000 contre l'équipe d'Australie, et le dernier test match contre l'équipe d'Angleterre, le 7 avril 2001. Outre ces deux rencontres, il est titularisé à deux reprises face aux All Blacks les 11 et 18 novembre 2000 (1 victoire et 1 défaite).

### En tant qu'entraîneur

#### En club
- Stade français Paris (2004-2009) - Entraîneur des avants, adjoint de Fabien Galthié (entraîneur principal):
  - 2005: Finaliste du Top 16 et finaliste de la H-Cup
  - 2006: Demi-finaliste du Top 14
  - 2007: Vainqueur du Top 14 et quart de finaliste de la H-Cup
  - 2008: Demi-finaliste du Top 14
  - 2009: Demi-finaliste du Top 14
- FC Grenoble (2009-2016) - Directeur sportif encadrant les entraîneurs Sylvain Bégon (avants) et Franck Corrihons (arrières):
  - 2010: 6e de Pro D2
  - 2011: 2e de Pro D2 (défaite en demi-finale des barrages d'accession)
  - 2012: Champion de France de Pro D2
  - 2013: 11e de Top 14
  - 2014: 11e de Top 14
- Directeur sportif encadrant les entraîneurs Bernard Jackman, Sylvain Bégon (avants) et Mike Prendergast (arrières):
  - 2015: 11e de Top 14
  - 2016: 10e de Top 14
- RC Toulon (2017-2018) - Entraîneur des avants, adjoint de Fabien Galthié (directeur sportif):
  - 2018: Barragiste du Top 14 et quart de finaliste de la Champions Cup

| Saison      | Club                 | Division | Poste                        | Classement                | Coupe d'Europe             | Challenge Européen     |
| ----------- | -------------------- | -------- | ---------------------------- | ------------------------- | -------------------------- | ---------------------- |
| 2004 - 2005 | Stade français Paris | Top 16   | Avants                       | Défaite en finale         | Défaite en finale          | -                      |
| 2005 - 2006 | Stade français Paris | Top 14   | Avants                       | Éliminé en demi-finale    | Éliminé en poule           | -                      |
| 2006 - 2007 | Stade français Paris | Top 14   | Avants                       | Champion de France        | Éliminé en quart-de-finale | -                      |
| 2007 - 2008 | Stade français Paris | Top 14   | Avants                       | Éliminé en demi-finale    | Éliminé en poule           | -                      |
| 2008 - 2009 | Stade français Paris | Top 14   | Avants                       | Éliminé en demi-finale    | Éliminé en poule           | -                      |
| 2009 - 2010 | FC Grenoble          | Pro D2   | Directeur sportif            | 6e                        | -                          | -                      |
| 2010 - 2011 | FC Grenoble          | Pro D2   | Directeur sportif            | Éliminé en demi-finale    | -                          | -                      |
| 2011 - 2012 | FC Grenoble          | Pro D2   | Directeur sportif            | Champion de France Pro D2 | -                          | -                      |
| 2012 - 2013 | FC Grenoble          | Top 14   | Directeur sportif            | 11e                       | -                          | Éliminé en poule       |
| 2013 - 2014 | FC Grenoble          | Top 14   | Directeur sportif            | 11e                       | -                          | Éliminé en poule       |
| 2014 - 2015 | FC Grenoble          | Top 14   | Directeur général et sportif | 11e                       | -                          | Éliminé en poule       |
| 2015 - 2016 | FC Grenoble          | Top 14   | Directeur général et Sportif | 10e                       | -                          | Éliminé en demi-finale |
| 2017 - 2018 | RC Toulon            | Top 14   | Avants                       | Éliminé en barrages       | Éliminé en quart-de-finale | -                      |

### Distinction personnelle
- Nuit du rugby 2007 : Meilleur staff d'entraîneur du Top 14 (avec Fabien Galthié) pour la saison 2006-2007
- Nuit du rugby 2012 : Meilleur staff d'entraîneur de la Pro D2 (avec Sylvain Bégon et Franck Corrihons) pour la saison 2011-2012
- Cape du FC Grenoble[23]